# Kemah (district)
Kemah is een Turks district in de provincie Erzincan en telt 6.855 inwoners (2007). Het district heeft een oppervlakte van 2298,0 km². Hoofdplaats is Kemah.
De bevolkingsontwikkeling van het district is weergegeven in onderstaande tabel.
| 1997  | 2000  | 2007  |
| ----- | ----- | ----- |
| 8.648 | 9.304 | 6.855 |